# Johnny et les Morts
Johnny et les Morts (titre original : Johnny and the Dead) est le deuxième livre de la trilogie Les Aventures de Johnny Maxwell de l'écrivain anglais Terry Pratchett, publié en 1993 puis traduit en français et paru en France en 1995, traduit par Patrick Couton.

## Résumé
Johnny Maxwell a 12 ans et vit dans la petite ville anglaise de Blackbury. Ses parents sont en période de crise conjugale et le laissent souvent seul. Ses copains sont Bloblotte, qui a des problèmes de poids et pirate des jeux vidéo, Bigmac, le dernier skinhead de Blackbury qui habite l'immeuble le plus affreux de la région et Pas-d'man, qui est noir mais qui ne dit jamais man.
En traversant le vieux cimetière de Blackbury, Johnny s'aperçoit qu'il voit les morts et peut leur parler. Il leur apprend que la municipalité vient de vendre le cimetière à un promoteur pour y construire un immeuble de bureaux, et leur montre ce qu'est devenu le monde en 1992.

## Thèmes
Thèmes évoqués dans le roman :
- La mort : Thème cher à Pratchett, qu'on retrouve dans plusieurs livres des Annales du Disque-monde. Avec une petite apparition de celui qui la personnifie (et qui parle EN  PETITES CAPITALES) ;
- Les rapports entre générations : entre Johnny et ses parents, les enfants et les adultes de Blackbury, les anciennes générations (les morts) et les contemporains ;
- l'adolescence.